# Cotoneaster subadpressus
Cotoneaster subadpressus là loài thực vật có hoa trong họ Hoa hồng. Loài này được T.T. Yu mô tả khoa học đầu tiên năm 1963.